# PESA Baureihe 21WE
Die Triebwagen der Baureihe 21WE von Pesa in Bydgoszcz sind dreiteilige elektrische Triebzüge, die seit 2012 bei verschiedenen Transportunternehmen in Polen, vorrangig durch Polregio, eingesetzt werden. Die Fahrzeuge sind als Ersatz für verschiedene Altbautriebwagen der PKP vorgesehen und gehören zu einer zweiteiligen bis sechsteiligen Plattform des Herstellers.

## Geschichte
Im Jahr 2011 vereinbarte PESA mit Polregio den Bau der ersten dreiteiligen Version aus ihrer aus mehreren Fahrzeugtypen bestehenden Plattform ELF. Der Name des Typs bedeutet Electric low Flor – deutsch wörtlich: elektrisch Niederflur.
Die Fahrzeuge werden durch vier Drehstrom-Asynchronmotoren angetrieben und haben zwei Antriebswagen sowie dazwischen einen Mittelwagen. Das erste Fahrzeug wurde 2012 ausgeliefert und von Olsztyn aus auf verschiedenen Verbindungen eingesetzt.
Bis 2020 wurden zehn weitere Fahrzeuge des Typs gebaut, die zumeist durch Polregio eingesetzt werden. Drei Fahrzeuge erhielt 2012 die Woiwodschaft Ermland-Masuren, drei Fahrzeuge 2017/2018 die Woiwodschaft Karpatenvorland und zwei 2018 die Woiwodschaft Kujawien-Pommern. Außerdem erhielt noch die Koleje Śląskie 2017 bis 2020 drei Fahrzeuge.
Zuerst wurden die Fahrzeuge mit der PKP-Bezeichnung EN62 versehen, zwischenzeitlich erhielten sie auch die Typ-Kennzeichnung.

## Konstruktion
Die Produktfamilie orientiert sich an vorhandene Konstruktionen wie dem Siemens Desiro, Alstom Coradia Continental oder Bombardier Talent 2. Merkmal ist die Verwendung als niederfluriges Fahrzeug bei S-Bahnen bis hin zum Schnellzug mit der entsprechenden Anzahl von Mittelwagen. Sie wurden zusammen mit dem PESA 219M von dem Designteam Bartosz Piotrowski und Arkadiusz Sobkowiak entworfen. Die Fahrzeuge werden auch für die Spurweite von 1520 mm angeboten. Die Triebköpfe sind mit den Mittelwagen mit Jakobs-Drehgestellen verbunden. Sie besitzen eine Scharfenbergkupplung.
Die Triebdrehgestelle werden durch Drehstrom-Asynchronmotoren über durch IGBT gesteuerte Umrichter angetrieben. Die Traktionsausrüstung ist auf dem Dach der Triebfahrzeuge untergebracht. Das zweistufigem Federsystem besteht aus der primären Federung mit Schraubenfedern, die sekundäre Federung ist eine Luftfederung. Die Fahrzeuge entsprechen der europäischen Norm für passive Sicherheit.
Die Wagenkästen sind in Spantenbauart ausgeführt, die Profile wurden aus höherfestem und korrosionsträgem Material hergestellt. Alle Türen befinden sich im Niederflurbereich und sind mit Schiebetritten zur Spaltüberbrückung an Bahnsteigen mit niederer Einstiegshöhe von 550 mm ausgerüstet. Die Mittelwagen sind mit Längssitzen, die Triebköpfe mit Niederflur- und Hochflurbereichen besitzen Quersitze in der Anordnung 2+2. Die Triebzüge sind mit Videoeinrichtung ausgerüstet und besitzen ein umfangreiches Fahrgastinformationssystem.

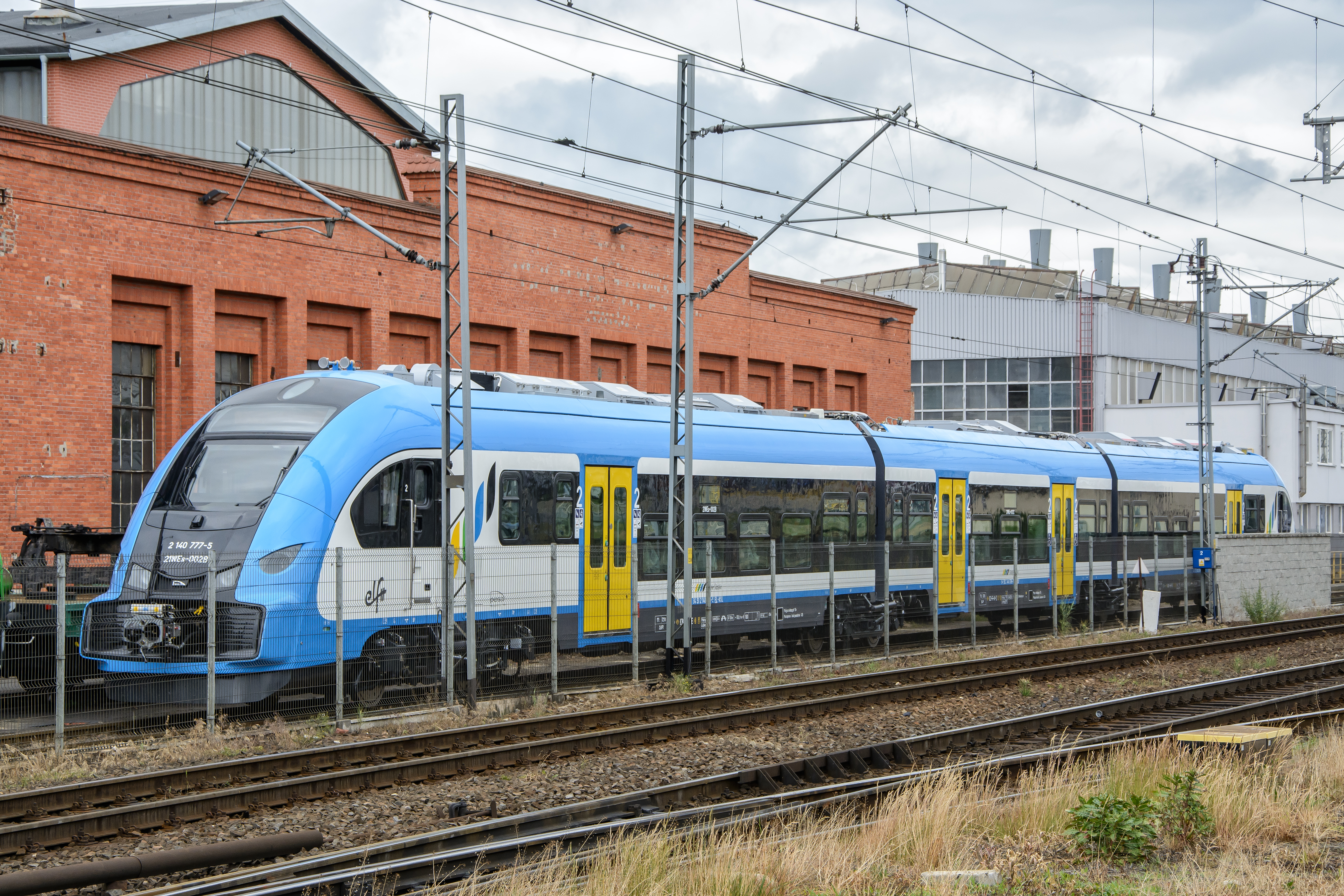
Fotografie des 21WE-002 der Koleje Śląskie bei PESA (2017)
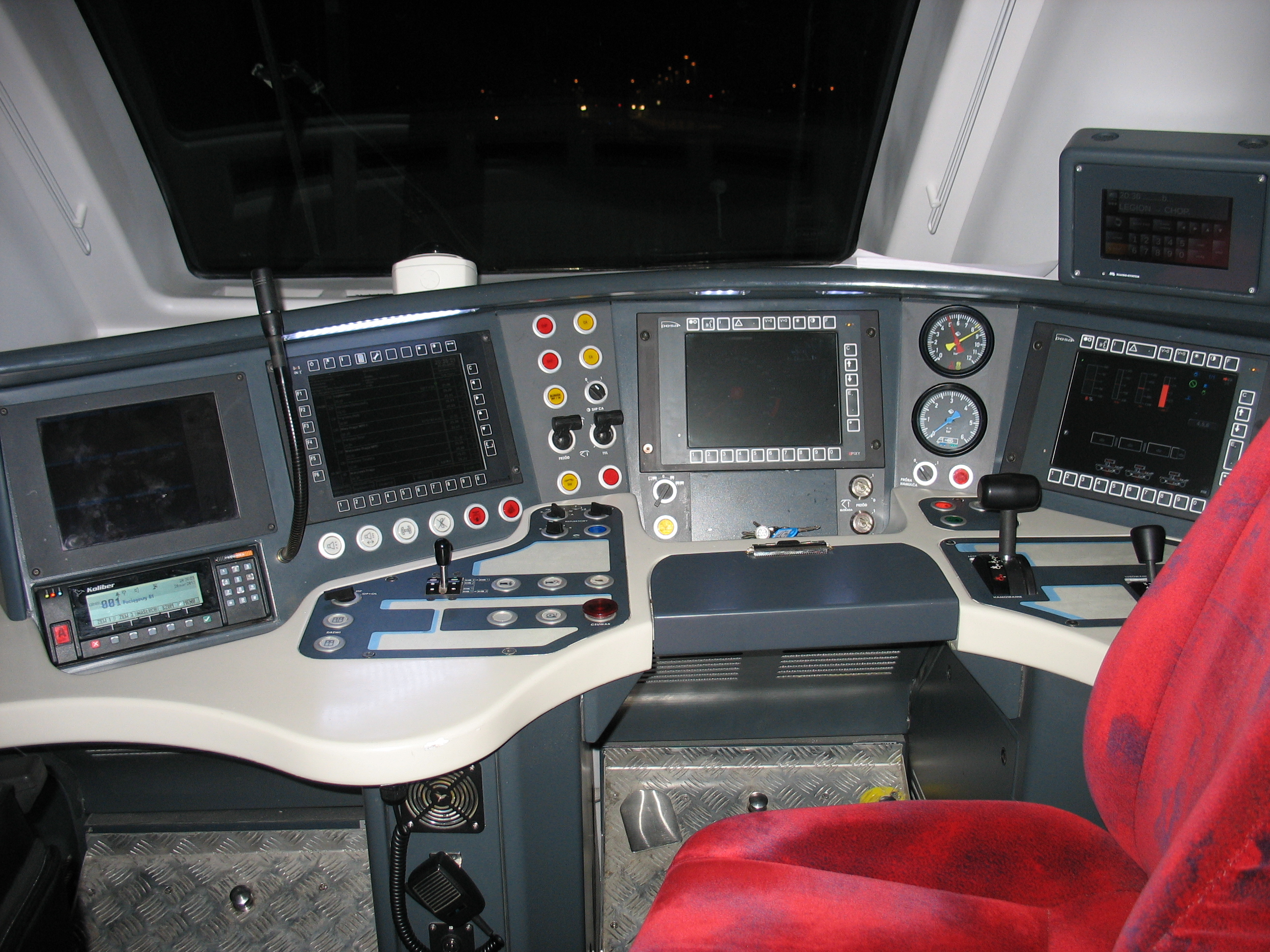
Blick in den Fahrgastraum eines ELF-Triebwagens (2013)
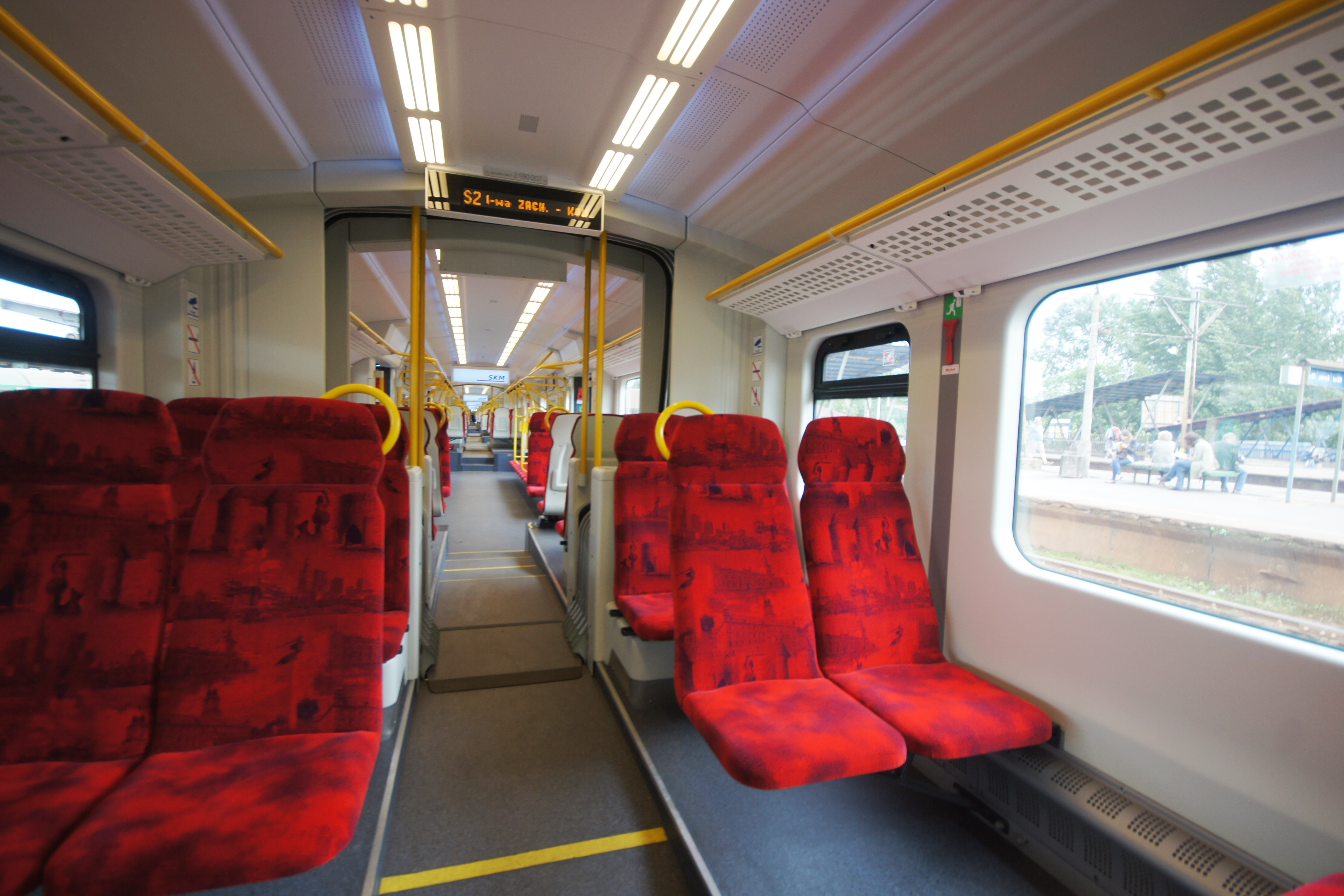
Blick in den Hochflurbereich eines ELF-Triebwagen (2011)
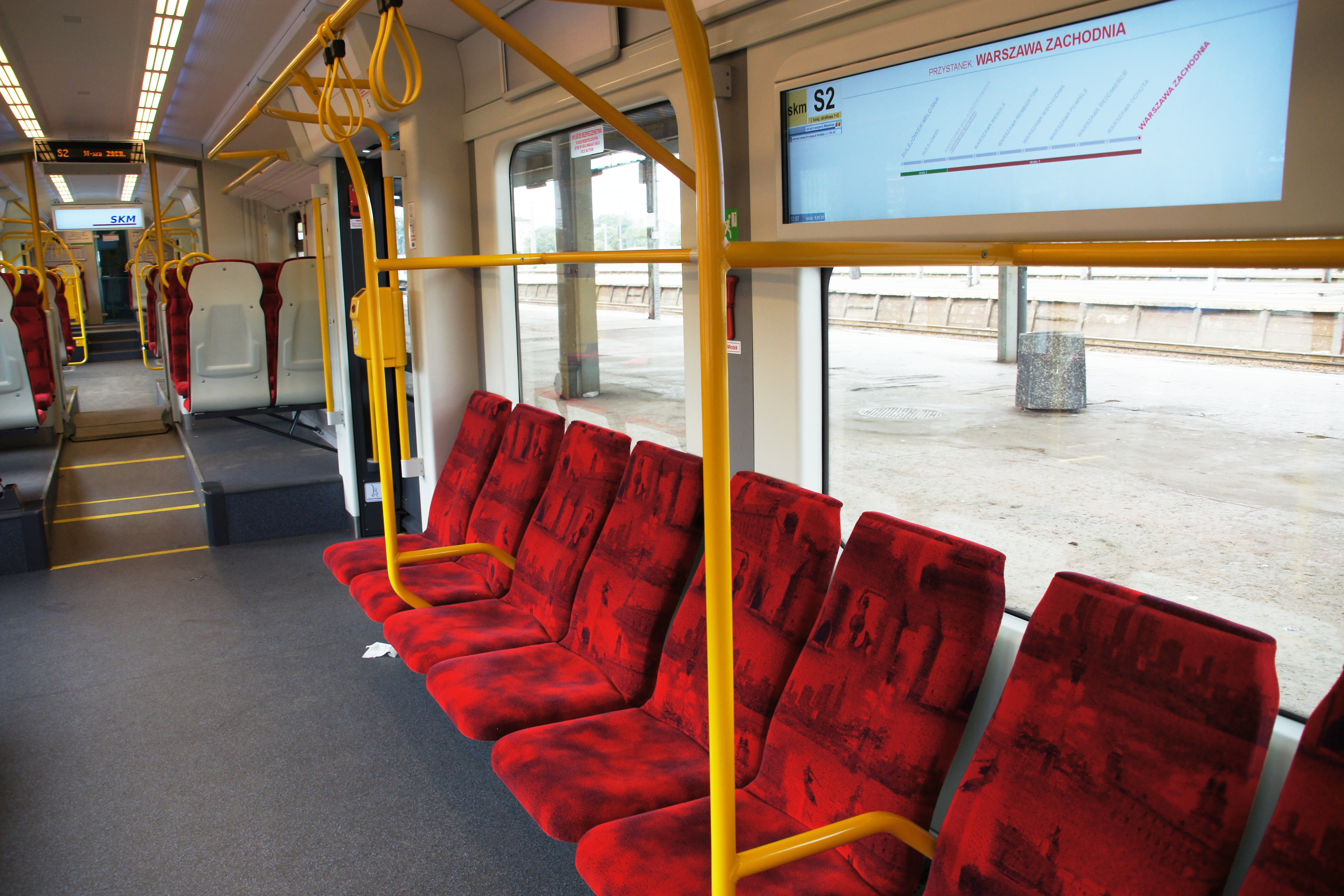
Blick in den Niederflurbereich eines ELF-Triebwagen (2011)